# 베이징 지하철 창핑선
베이징 지하철 창핑선(중국어 간체자: 北京地铁昌平线, 병음: Běijīng dìtiě Chāngpíng xiàn 창평선[*])은 〈시얼치〉(중국어: 西二旗)에서 시작하여 〈창핑시산커우〉(중국어 간체자: 昌平西山口)까지 운행되는 전체 길이 20.5km의 9개 역을 가진 지하철로, ■색을 가진다.

## 특징
- 노선길이(영업구간): 31.9km
- 표준궤도간격: 1435mm
- 역수: 12개 역
- 복선구간: 전 노선
- 전기구간: 전 노선(직류 750V 제3궤조 방식)
- 지상구간: 전 노선
- 주행방향: 우측통행

## 차량
- SFM13/SFM21/SFM93/BDK07형

## 같이 보기
- 베이징 지하철